# 郊戸八幡宮
郊戸八幡宮（ごうどはちまんぐう）は、長野県飯田市今宮町にある神社。

## 概要
古くは郊戸（郡戸）荘飯田郷の産土神であり、「今宮八幡宮」「郊戸大神宮」「郊戸八幡宮」とよばれていたが、天保12年（1842年）に神宣状による社号「郊戸神社」となった。1981年9月14日、神社本庁の許可を得て、「郊戸八幡宮」と改称した。

## 歴史

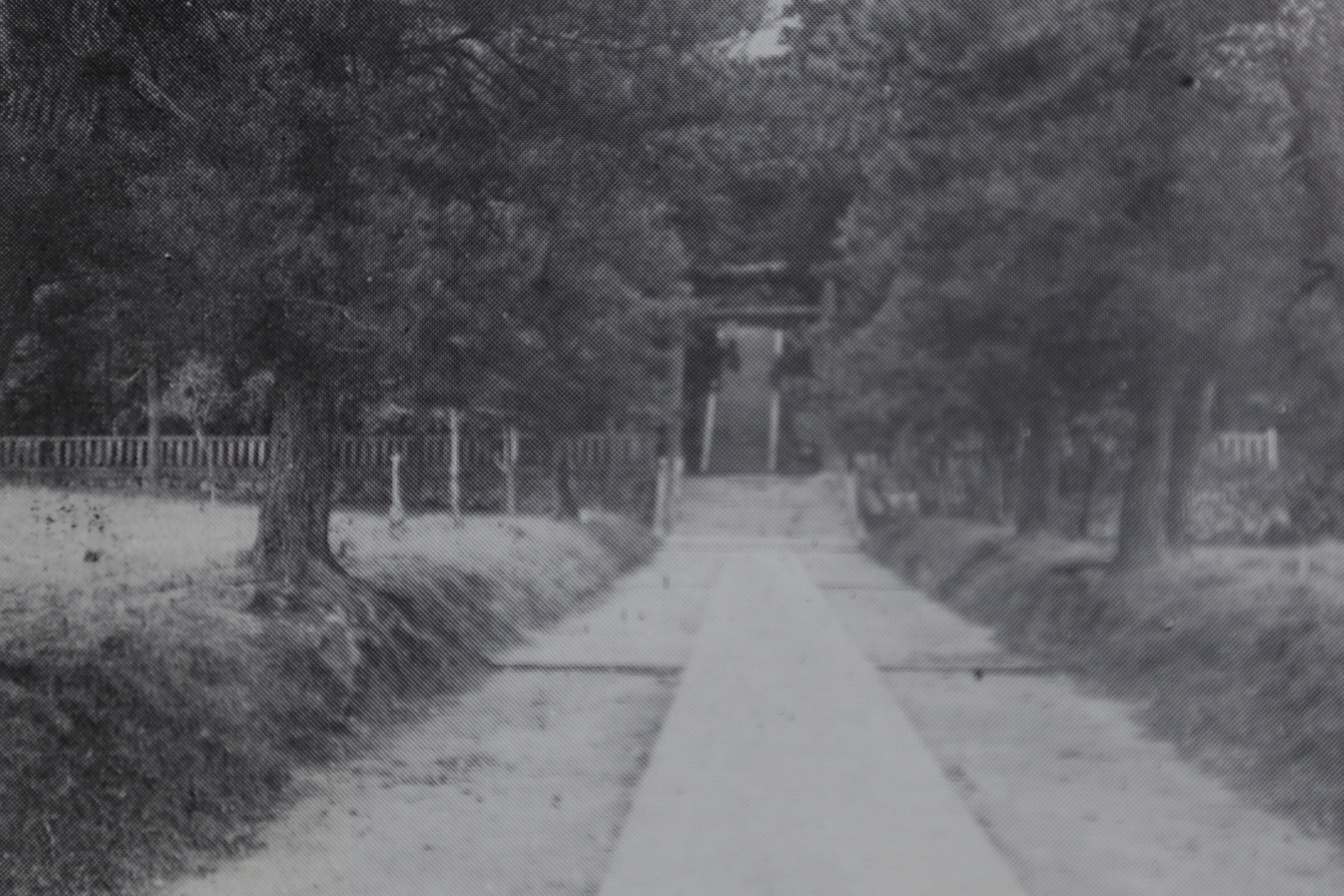
参道（1935年）

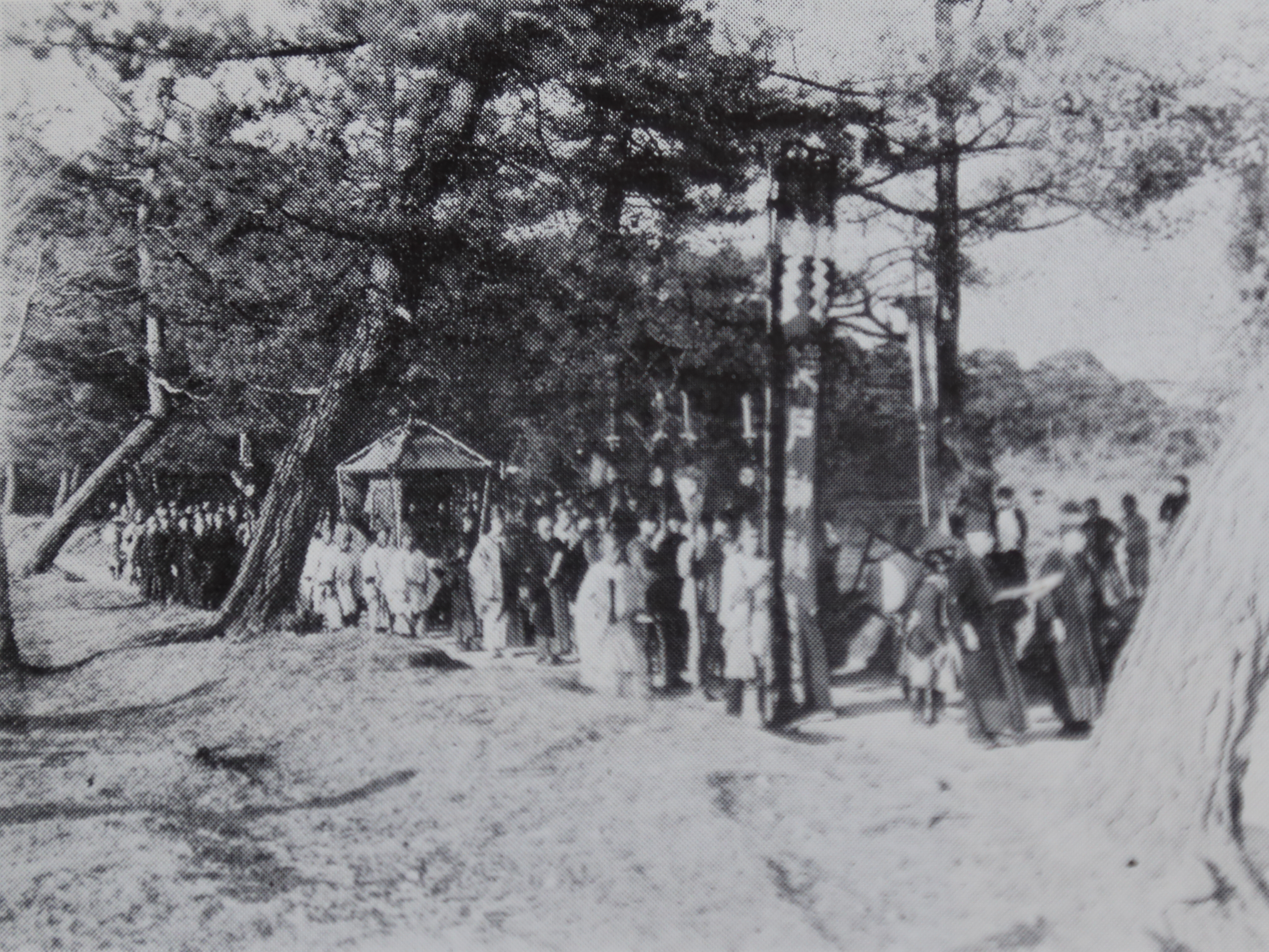
御渡輿神（1935年）

- 創建
伝承では、860年（貞観2年）に、京都の石清水八幡宮から祭神をむかえて創建されたといわれている[2]。「飯田記」では1188年（文治4年）創建とされている。
- 中世
1192年（建久3年）に鎌倉幕府より社殿建立に寄進があり、年二度の祭りを行うこととなり、さらに1198年（建久9年）社領135石の寄進があった。1573年（天正元年）兵火により社殿を焼失した[3]。
- 近世
近世に入ると京極氏、小笠原氏、脇坂氏、堀氏の歴代領主に厚く保護を加えられ神社が保たれるようになった[4]。1841年（天保12年）吉田家より神社号を受け、「郊戸神社」となる[4]。
- 近代
1872年（明治5年）明治政府により社格「郷社」に列せられ、1944年（昭和19年）社格が「県社」に列せられた[4]。

## 祭神
- 誉田別尊（ほんたわけのみこと）（応神天皇）[5]
- 息長帯比売命（おきながたらしひめのみこと）（神功皇后）[5]
- 武内宿禰命（たけうちのすくねのみこと）[5]

## 特徴
- 天王原
現在神社の前の今宮球場のある原は、江戸時代「天王原」や「今宮の原」と呼ばれていた。享保15年(1730年)神社の神主の出願で10日間の繰り芝居（人形芝居）興業が認められて以後、この場所で相撲などの催し物がしばしば行われた[6]。また元治元年(1864年)水戸天狗党浪士が伊那谷を通行した際には、飯田城下町の通行を避けてほしいという座光寺村庄屋北原稲雄とその弟今村豊三郎の嘆願によって、天狗党の一行は上飯田村を通ることになり、天王原が休息地となった[7]。
- 絵馬殿
絵馬殿には、幕末から明治にかけて飯田や江戸で活躍した元結職工らの奉納額、国学者岩崎長世とその門人らによる能楽番付額などが収められている[2]。

## 祭事
（特記のない限り『信州飯田橋南各町の源氏名と法被』による）
- 元旦祭（1月1日）
- 各種祈願祭（成人の日）
- 建国祭（2月11日）
- 入学祈願祭（3月）
- 春季例大祭「宵宮祭」（4月14日）
- 神輿渡御（4月15日）
明治維新前は、3月14日早朝に神社を発輿していた。渡御の範囲は、上飯田村の一部より飯田町全体で、城内通過の際は、藩主が拝礼の儀を行い、追手の護幸所には、代参を遣わし、初穂を献じた。渡御の警護には、信濃飯田藩士がついた[8]。
- 大祓式（6月25日）
- 秋季例大祭宵宮祭  (今宮郊戸八幡宮秋季祭典奉納煙火) (毎年9月第2土曜日)
  - 1953年 - 花火打ち上げ用の筒が爆発。関係者3人が死亡、20余人が重軽傷[9]
  - 2020年から2022年 - 新型コロナウイルスのパンデミックにより異例の中止、奉納煙火のみ開催
  - 2023年 - 新型コロナウイルス5類変更により通常開催再開
- 秋季例大祭「本宮祭」（毎年9月第2日曜日）
- 大国主神社例大祭（9月28日）
- 七五三祈祷祭（11月）
- 勤労感謝祭（11月23日）
- 御神符頒布祭（11月23日）
- 大祓祭（12月25日）